# José Caraballo
José Enrique Caraballo Rosal (Carúpano, Estado Sucre, Venezuela, 21 de febrero de 1996) es un futbolista venezolano que juega como centrocampista en el Deportivo La Guaira de la Primera División de Venezuela.

## Trayectoria

### Inicios
Caraballo dio sus primeros pasos en el fútbol a los nueve años empezando a jugar torneos en el Centro Árabe-Venezolano de Carúpano bajo la tutela del técnico Frank Jiménez. Con 15 años ya había recibido la primera oportunidad de oro en su trayecto como deportista, ya que tras un partido amistoso Jesús Seud, parte de la organización del Caracas FC, le comentó que venía haciéndole seguimiento y lo invitó a un proceso de pruebas. De ahí en adelante entrenaría por un mes con el grupo de su categoría en el Caracas FC, hasta convertirse en el refuerzo dorado durante el Torneo Clausura Sub-18.

## Selección nacional
Ha sido internacional con la selección de fútbol sub-17 de Venezuela, participando en el Campeonato Sudamericano de Fútbol Sub-17 de 2013. Con actuación sobresaliente, siendo un jugador encarador, destacando como uno de los jugadores más importantes de Venezuela en este campeonato.

### Campeonato Sudamericano Sub-17
| Sudamericano Sub-17 | Sede      | Resultado  | Partidos | Goles |
| ------------------- | --------- | ---------- | -------- | ----- |
| Sudamericano 2013   | Argentina | Subcampeón | 8        | 0     |

### Mundial Sub-17
| Mundial Sub-17 | Sede                   | Resultado    | Partidos | Goles |
| -------------- | ---------------------- | ------------ | -------- | ----- |
| Mundial Sub-17 | Emiratos Árabes Unidos | Primera fase | 3        | 1     |

### Juegos Centroamericanos y del Caribe
| Centroamericanos                          | Sede   | Resultado  | Partidos | Goles |
| ----------------------------------------- | ------ | ---------- | -------- | ----- |
| XXII Juegos Centroamericanos y del Caribe | México | Subcampeón | 2        | 0     |

## Clubes
| Club                | País      | Año       | Partidos | Goles |
| ------------------- | --------- | --------- | -------- | ----- |
| Caracas F. C.       | Venezuela | 2012-2014 | 2        | 2     |
| ACD Lara            | Venezuela | 2014-2016 | 77       | 7     |
| C. F. Atlante       | México    | 2016-2017 | 11       | 0     |
| ACD Lara            | Venezuela | 2017      | 25       | 6     |
| Huachipato          | Chile     | 2018-2021 | 19       | 0     |
| Real Santa Cruz     | Bolivia   | 2020      | 20       | 10    |
| F. C. Pyunik Ereván | Armenia   | 2021-2024 | 129      | 22    |
| Deportivo La Guaira | Venezuela | 2015-     |          |       |

## Palmarés

### Títulos nacionales
| Título                  | Club                | País      | Año  |
| ----------------------- | ------------------- | --------- | ---- |
| Copa Venezuela          | Caracas F. C.       | Venezuela | 2013 |
| Torneo Clausura         | ACD Lara            | Venezuela | 2017 |
| Liga Premier de Armenia | F. C. Pyunik Ereván | Armenia   | 2022 |
| Liga Premier de Armenia | F. C. Pyunik Ereván | Armenia   | 2024 |